# Opravdová blondýnka
Opravdová blondýnka (v anglickém originále The Real Blonde) je americký komediální hraný film z roku 1998. Natočil jej režisér Tom DiCillo podle vlastního scénáře. Hlavní roli herce Joea ve filmu ztvárnil Matthew Modine. V dalších rolích se představili Catherine Keener, Steve Buscemi, Daryl Hannah a další. Snímek je satirou na newyorskou módní scénu a zábavní průmysl.
Autorem originální hudby k filmu je Jim Farmer.